# Вихід Польщі з ЄС

Розташування Польщі в Європейському Союзі

Вихід Польщі з Європейського Союзу або полекзит (також поекзит, портманто «Польщі» та «виходу») — гіпотетичний вихід Польщі з Європейського Союзу (ЄС). Польща вступила до ЄС у 2004 році. Термін Polexit схожий на Brexit, який позначає вихід Великої Британії з ЄС.

## Історія
Починаючи з 2020 року, міжнародні ЗМІ спекулюють на тему Полекзиту серед пандемії COVID-19.
22 листопада 2020 року польська консервативна щотижнева газета Do Rzeczy опублікувала статтю на першій сторінці під назвою «Polexit: ми маємо право говорити про це».
Польська ультраправа партія «Конфедерація свободи й незалежності» кілька разів закликала до виходу з Європейського Союзу.

## Громадська думка
На польському референдумі про вступ до ЄС у 2003 році 77,6 % виборців проголосували за. Польща приєдналася до ЄС наступного року, і відтоді — згідно з регулярними опитуваннями, проведеними урядовим Центром дослідження громадської думки (CBOS) — не більше чверті респондентів підтримали вихід із ЄС, а підтримка поступово зменшилася до лише 5 % у 2019 році та 6 % у 2021 році.
Проте є певна підтримка проведення другого референдуму щодо членства в ЄС: під час опитування Rzeczpospolita в жовтні 2021 року 42,6 % респондентів висловилися за, тоді як 36,9 % були проти.
У відповідь на рішення Конституційного трибуналу на початку цього місяця (згадане вище), понад 100 000 поляків взяли участь у демонстраціях 10 жовтня 2021 року на підтримку продовження членства Польщі, включаючи 80—100 тис. протестувальників лише у Варшаві.